# Cadre-45/2-Europameisterschaft 1947

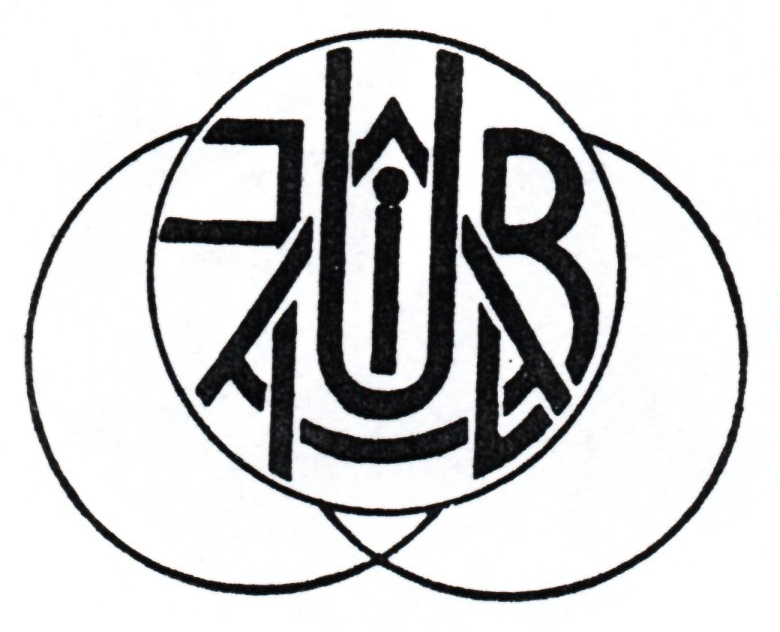
Logo UIFAB (ausrichtender Verband)

Veranstaltungsort: Zürich

Die Cadre-45/2-Europameisterschaft 1947 war das 11. Turnier in dieser Disziplin des Karambolagebillards und fand vom 13. bis zum 16. März 1947 in Zürich statt. Es war die erste Cadre-45/2-Europameisterschaft in der Schweiz.

## Geschichte
Die erste Cadre 45/2-Europameisterschaft nach dem Zweiten Weltkrieg endete mit dem Sieg des Niederländers Piet van de Pol. Zwei Belgier, Pierre Fauconnier und René Vingerhoedt, komplettierten das Podest.

## Turniermodus
Hier wurde im Round Robin System bis 400 Punkte gespielt. Es wurde mit Nachstoß gespielt. Damit waren Unentschieden möglich.
Bei MP-Gleichstand (außer bei Punktgleichstand beim Sieger) wird in folgender Reihenfolge gewertet:
1. MP = Matchpunkte
2. GD = Generaldurchschnitt
3. HS = Höchstserie

## Abschlusstabelle
| MP    | Match Points (Sieger = 2; Unentschieden = 1; Verlierer = 0) |
| Pkte. | Erzielte Karambolagen                                       |
| Aufn. | Benötigte Versuche                                          |
| GD    | Generaldurchschnitt                                         |
| BED   | Bester Einzeldurchschnitt eines Spielers                    |
| HS    | Höchstserie                                                 |
|       | Bester GD des Turniers                                      |
|       | Bester ED des Turniers                                      |
|       | Beste HS des Turniers                                       |
|       | 1. Platz (Gold)                                             |
|       | 2. Platz (Silber)                                           |
|       | 3. Platz (Bronze)                                           |

| Platz                      | Name              | MP   | Pkte. | Aufn. | GD    | BED   | HS  |
| -------------------------- | ----------------- | ---- | ----- | ----- | ----- | ----- | --- |
| 1                          | Piet van de Pol   | 14:0 | 2800  | 149   | 18,79 | 36,36 | 164 |
| 2                          | Pierre Fauconnier | 10:4 | 2552  | 105   | 24,30 | 50,00 | 233 |
| 3                          | René Vingerhoedt  | 10:4 | 2263  | 97    | 23,32 | 50,00 | 273 |
| 4                          | Louis Chassereau  | 8:6  | 2403  | 138   | 17,41 | 28,57 | 134 |
| 5                          | Piet de Leeuw     | 6:8  | 2156  | 148   | 16,58 | 30,76 | 196 |
| 6                          | Jean Albert       | 4:10 | 2285  | 143   | 15,97 | 21,05 | 158 |
| 7                          | Ernst Reicher     | 2:12 | 1751  | 115   | 15,22 | 33,33 | 122 |
| 8                          | James Romy        | 2:12 | 1751  | 139   | 12,59 | 15,38 | 101 |
| Turnierdurchschnitt: 17,67 |                   |      |       |       |       |       |     |